# Нанаймо (регіональний округ)
Регіональний округ Нанаймо (англ. Nanaimo) — регіональний округ в Канаді, у провінції Британська Колумбія.

## Населення
За даними перепису 2016 року, регіональний округ нараховував 155698 жителів, показавши зростання на 6,2%, порівняно з 2011-м роком. Середня густина населення становила 76,4 осіб/км².
З офіційних мов обидвома одночасно володіли 10 020 жителів, тільки англійською — 142 510, тільки французькою — 15, а 615 — жодною з них. Усього 13,940 осіб вважали рідною мовою не одну з офіційних, з них 135 — одну з корінних мов, а 300 — українську.
Працездатне населення становило 55,2% усього населення, рівень безробіття — 7,7% (8,8% серед чоловіків та 6,6% серед жінок). 81,6% були найманими працівниками, 16,4% — самозайнятими.
Середній дохід на особу становив $41 934 (медіана $32 009), при цьому для чоловіків — $49 945, а для жінок $34 511 (медіани — $39 050 та $26 862 відповідно).
30% мешканців мали закінчену шкільну освіту, не мали закінченої шкільної освіти — 14,7%, 55,4% мали післяшкільну освіту, з яких 34,7% мали диплом бакалавра, або вищий, 1,140 осіб мали вчений ступінь.
| Статево-вікова структура населення | Статево-вікова структура населення | Статево-вікова структура населення | Статево-вікова структура населення | Статево-вікова структура населення |
| ---------------------------------- | ---------------------------------- | ---------------------------------- | ---------------------------------- | ---------------------------------- |
|                                    |                                    |                                    |                                    |                                    |
| Всього                             | Всього                             | 48,4%51,6%                         |                                    |                                    |
| 0 — 14 років                       | 0 — 14 років                       |                                    | 12,8%                              | 12,8%                              |
| 15 — 64 років                      | 15 — 64 років                      |                                    | 60,1%                              | 60,1%                              |
| 65 і більше                        | 65 і більше                        |                                    | 27%                                | 27%                                |
| 85 і більше                        | 85 і більше                        |                                    | 3,4%                               | 3,4%                               |
| 100 і більше                       | 100 і більше                       |                                    | 0%                                 | 0%                                 |
| Середній вік (років)               | Середній вік (років)               | 46,348,0                           | 47,2                               | 47,2                               |
| Медіана (років)                    | Медіана (років)                    | 49,952,1                           | 51,1                               | 51,1                               |
| — чоловіки — жінки                 |                                    |                                    |                                    |                                    |

| Походження мешканців:     | Походження мешканців:     | Походження мешканців: | Походження мешканців: | Походження мешканців: |
| ------------------------- | ------------------------- | --------------------- | --------------------- | --------------------- |
| Походження                |                           |                       | осіб                  | %                     |
| Корінні американці        | Корінні американці        |                       | 12 290                | 8.11%                 |
| Інше північноамериканське | Інше північноамериканське |                       | 40 125                | 26.46%                |
| Європейське               | Європейське               |                       | 124 015               | 81.79%                |
| британське                | британське                |                       | 93 020                | 61.35%                |
| французьке                | французьке                |                       | 16 620                | 10.96%                |
| українське                | українське                |                       | 8 690                 | 5.73%                 |
| Карибське                 | Карибське                 |                       | 460                   | 0.3%                  |
| Латинськоамериканське     | Латинськоамериканське     |                       | 1 180                 | 0.78%                 |
| Африканське               | Африканське               |                       | 1 550                 | 1.02%                 |
| Азійське                  | Азійське                  |                       | 10 405                | 6.86%                 |
| Океанійське               | Океанійське               |                       | 1 020                 | 0.67%                 |

| Зайнятість населення за галузями (за класифікацією NOC): | Зайнятість населення за галузями (за класифікацією NOC): | Зайнятість населення за галузями (за класифікацією NOC): | Зайнятість населення за галузями (за класифікацією NOC): | Зайнятість населення за галузями (за класифікацією NOC): |
| -------------------------------------------------------- | -------------------------------------------------------- | -------------------------------------------------------- | -------------------------------------------------------- | -------------------------------------------------------- |
|                                                          |                                                          |                                                          |                                                          |                                                          |
| Управління                                               | Управління                                               |                                                          | 10,1%                                                    | 10,1%                                                    |
| Бізнес, фінанси та адміністрування                       | Бізнес, фінанси та адміністрування                       |                                                          | 13,1%                                                    | 13,1%                                                    |
| Природничі та прикладні науки                            | Природничі та прикладні науки                            |                                                          | 5,8%                                                     | 5,8%                                                     |
| Охорона здоров'я                                         | Охорона здоров'я                                         |                                                          | 8,4%                                                     | 8,4%                                                     |
| Освіта, правозахист, муніципальні та урядові служби      | Освіта, правозахист, муніципальні та урядові служби      |                                                          | 10,5%                                                    | 10,5%                                                    |
| Мистецтво, культура, відпочинок та спорт                 | Мистецтво, культура, відпочинок та спорт                 |                                                          | 3,1%                                                     | 3,1%                                                     |
| Роздрібна торгівля та послуги                            | Роздрібна торгівля та послуги                            |                                                          | 27,1%                                                    | 27,1%                                                    |
| Гуртова торгівля, транспорт та обладнання                | Гуртова торгівля, транспорт та обладнання                |                                                          | 16,1%                                                    | 16,1%                                                    |
| Природні ресурси, сільське господарство                  | Природні ресурси, сільське господарство                  |                                                          | 3,3%                                                     | 3,3%                                                     |
| Виробництво                                              | Виробництво                                              |                                                          | 2,4%                                                     | 2,4%                                                     |

## Населені пункти
До складу регіонального округу входять міста Парксвілл (Британська Колумбія), Нанаймо, містечко Калікум-Біч, муніципалітет Ленцвілл, індіанські резервації Калікум, Нанаймо-Таун 1, Нанус, а також хутори, інші малі населені пункти та розосереджені поселення.

## Клімат
Середня річна температура становить 8,3°C, середня максимальна – 19,2°C, а середня мінімальна – -3,5°C. Середня річна кількість опадів – 1 477 мм.
| Клімат поселення                              | Клімат поселення | Клімат поселення | Клімат поселення | Клімат поселення | Клімат поселення | Клімат поселення | Клімат поселення | Клімат поселення | Клімат поселення | Клімат поселення | Клімат поселення | Клімат поселення | Клімат поселення |
| Показник                                      | Січ.             | Лют.             | Бер.             | Квіт.            | Трав.            | Черв.            | Лип.             | Серп.            | Вер.             | Жовт.            | Лист.            | Груд.            |                  |
| Середній максимум, °C                         | 6,64             | 7,79             | 9,55             | 12,08            | 15,23            | 18,14            | 18,74            | 19,22            | 16,19            | 11,84            | 7,26             | 4,50             |                  |
| Середня температура, °C                       | 1,57             | 2,73             | 4,48             | 7,01             | 10,16            | 13,04            | 15,83            | 16,32            | 13,30            | 8,94             | 4,36             | 1,59             |                  |
| Середній мінімум, °C                          | −3,51            | −2,35            | −0,6             | 1,94             | 5,08             | 7,98             | 12,92            | 13,40            | 10,37            | 6,03             | 1,44             | −1,32            |                  |
| Норма опадів, мм                              | 235              | 158              | 143              | 96               | 65               | 56               | 31               | 44               | 45               | 140              | 241              | 223              |                  |
| Середньомісячна швидкість вітру, м/с          | 3.23             | 3.11             | 3.24             | 3.24             | 3.13             | 3.16             | 3.02             | 2.74             | 2.54             | 2.80             | 3.27             | 3.22             |                  |
| Середньомісячна сонячна радіація, кДж/м²·день | 3081             | 5929             | 9831             | 14649            | 18462            | 19572            | 20815            | 17805            | 12889            | 7038             | 3537             | 2429             |                  |
| --------------------------------------------- | ---------------- | ---------------- | ---------------- | ---------------- | ---------------- | ---------------- | ---------------- | ---------------- | ---------------- | ---------------- | ---------------- | ---------------- | ---------------- |
| Джерело:                                      |                  |                  |                  |                  |                  |                  |                  |                  |                  |                  |                  |                  |                  |